# Црвенонога сунчева веверица
Црвенонога сунчева веверица (лат. Heliosciurus rufobrachium, енгл. Red-legged sun squirrel) је сисар из реда глодара и породице веверица (Sciuridae).

## Распрострањење
Ареал црвеноноге сунчеве веверице обухвата већи број држава. Врста има станиште у Нигерији, Камеруну, ДР Конгу, Танзанији, Бенину, Бурундију, Централноафричкој Републици, Екваторијалној Гвинеји, Либерији, Руанди, Сенегалу, Сијера Леонеу, Тогу, Уганди, Кенији, Обали Слоноваче, Гани и Гвинеји Бисао.

## Станиште
Станишта врсте су шуме, мочварна подручја и саване.

## Начин живота
Црвенонога сунчева веверица прави гнезда.

## Угроженост
Ова врста није угрожена, и наведена је као последња брига јер има широко распрострањење.